# Зудхофф, Карл
Карл Зудгоф (также — Зудхофф) (нем. Karl Sudhoff, 26 ноября 1853, Франкфурт-на-Майне — 8 октября 1938, Зальцведель) — основатель истории медицины как научной дисциплины в Германии.
С 1885 г. Зудгоф врачевал бедных в нижнебергской общине Милрат (сегодня Эркрат) и рабочих на хохдальском металлургическом заводе. С 1894 г. он также был членом совета общины.
Со времени учреждения Немецкого общества истории медицины и естественных наук в 1901 г. он был его председателем.
В 1905 г. Зудгофа пригласили на должность внештатного профессора истории медицины в Лейпцигский университет. 1 апреля 1906 г. Институт истории медицины и естественных наук, известный под этим именем с 1938 г., был открыт как первый институт в мире, специализирующийся на истории медицины. С 1919 г. (до ухода на пенсию в 1925 г.) он оставался на должности заведующего кафедрой.
В политике Зудгоф придерживался германских национальных взглядов, что сподвигло его в 80-летнем возрасте (в 1933 г.) вступить в НСДАП.
Член-корр. Американской академии Средневековья (1928).
Зудгоф стал известен, прежде всего, благодаря изучению средневековых рукописей по медицине. Он издавал труды Парацельса, сохранившие свою значимость до наших дней. Зудгоф основал несколько обширных коллекций, посвященных истории медицины, у него была чрезвычайно большая частная библиотека.
В 1925 г. Немецкое общество истории медицины и естественных наук учредило медаль Зудгофа за выдающиеся научные труды в области медицины, естественных наук или техники. До сегодняшних дней учрежденный Зудгофом научно-исторический специальный журнал носит название Архив Зудгофа.
Есть перевод: Мейер-Штейнег Т., Зудгоф К. История медицины. — М.: Госиздат, 1925. — 464 с.

### Материалы в Интернете
На немецком языке:
- Изучение трудов Парацельса
- Оцифрованные труды Парацельса
- Книги в Интернет-архиве
- Книги от Medica

### Прочее
На немецком языке:
- Портрет
- Портрет
- История института с фотографией Зудгофа
- Признание заслуг (pdf)
- Выставка
- Немецкое общество истории медицины, естественных наук и техники